# Lacanau
Lacanau (in dialetto guascone La Canau) è un comune francese di 4 488 abitanti situato nel dipartimento della Gironda, nella regione della Nuova Aquitania.
Il comune di Lacanau fa parte della Comunità dei comuni dei Laghi del Médoc che raggruppa i comuni di Lacanau, Carcans e Hourtin. Nel suo territorio si trova anche l'omonimo lago.
Confinando con l'oceano Atlantico (Costa d'Argento), Lacanau è una stazione balneare ove si svolge ogni anno una competizione di surf maggiore, la Lacanau Pro.

## Geografia
Lacanau si trova nel sud-ovest della Francia. La città è delimitata dall'Oceano Atlantico. Il centro abitato è attraversato dal 45º parallelo, la linea equidistante fra il Polo nord e l'Equatore. 

### Clima
Il clima è oceanico. L'inverno è molto mite. L'estate è calda. La temperatura in inverno varia da 5 a 12 °C e nell'estate da 17 a 26 °C. Il gelo è molto raro.
| LACANAU            | Mesi | Mesi | Mesi | Mesi | Mesi | Mesi | Mesi | Mesi | Mesi | Mesi | Mesi | Mesi | Stagioni | Stagioni | Stagioni | Stagioni | Anno |
| LACANAU            | Gen  | Feb  | Mar  | Apr  | Mag  | Giu  | Lug  | Ago  | Set  | Ott  | Nov  | Dic  | Inv      | Pri      | Est      | Aut      | Anno |
| ------------------ | ---- | ---- | ---- | ---- | ---- | ---- | ---- | ---- | ---- | ---- | ---- | ---- | -------- | -------- | -------- | -------- | ---- |
| T. max. media (°C) | 12,2 | 12,6 | 13,3 | 17,7 | 21,8 | 24,6 | 26,3 | 26,6 | 23,3 | 20,3 | 15,7 | 12,5 | 12,4     | 17,6     | 25,8     | 19,8     | 18,9 |
| T. min. media (°C) | 5,2  | 5,6  | 7,8  | 10,5 | 12,6 | 15,2 | 17,5 | 17,7 | 14,5 | 11,6 | 7,8  | 5,6  | 5,5      | 10,3     | 16,8     | 11,3     | 11,0 |

## Spiaggia
La città è delimitata da una lunga spiaggia di sabbia. 

## Società

### Evoluzione demografica
Abitanti censiti

## Immagini di Lacanau

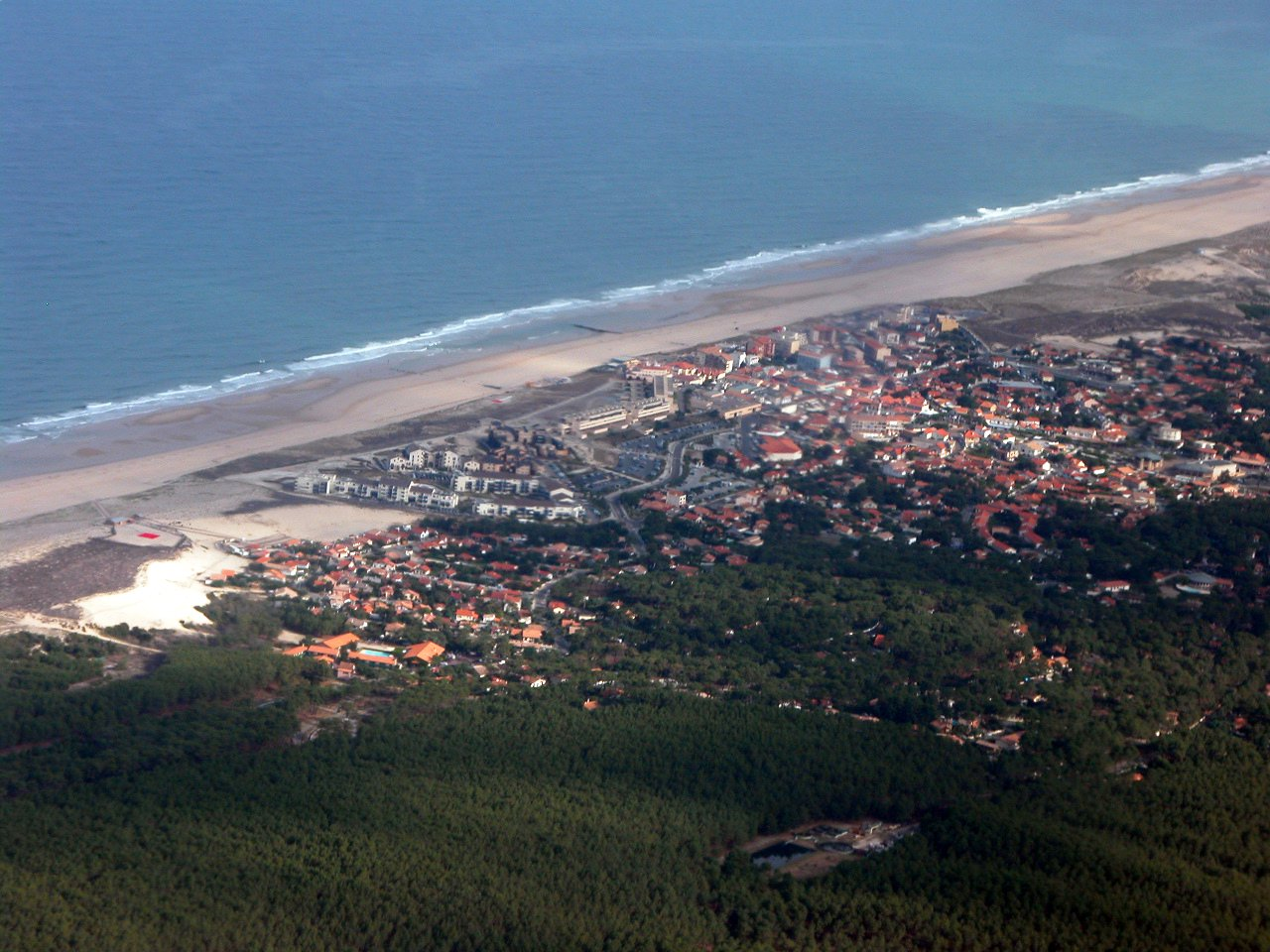
Veduta area di Lacanau
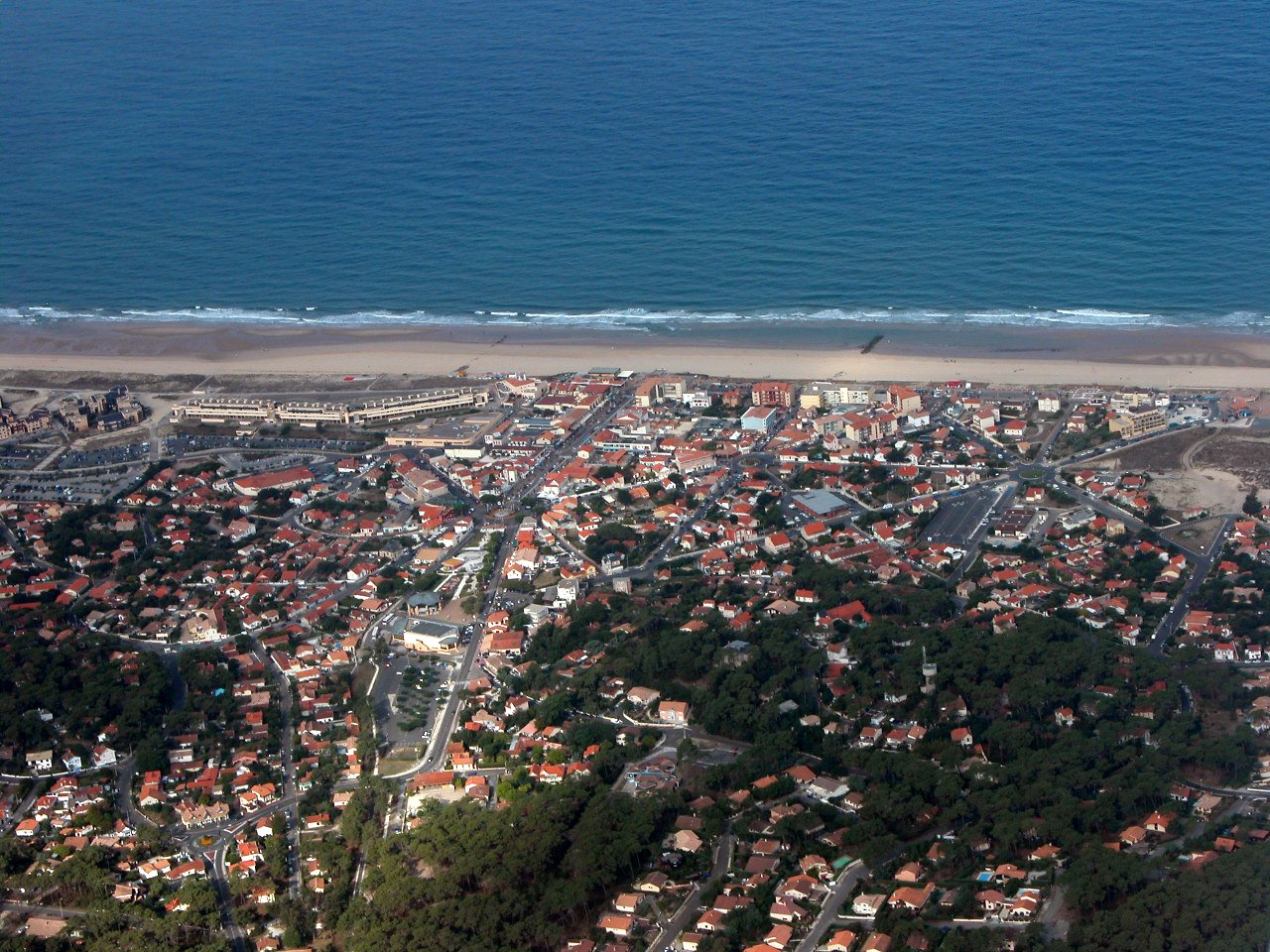
Centro della città di Lacanau
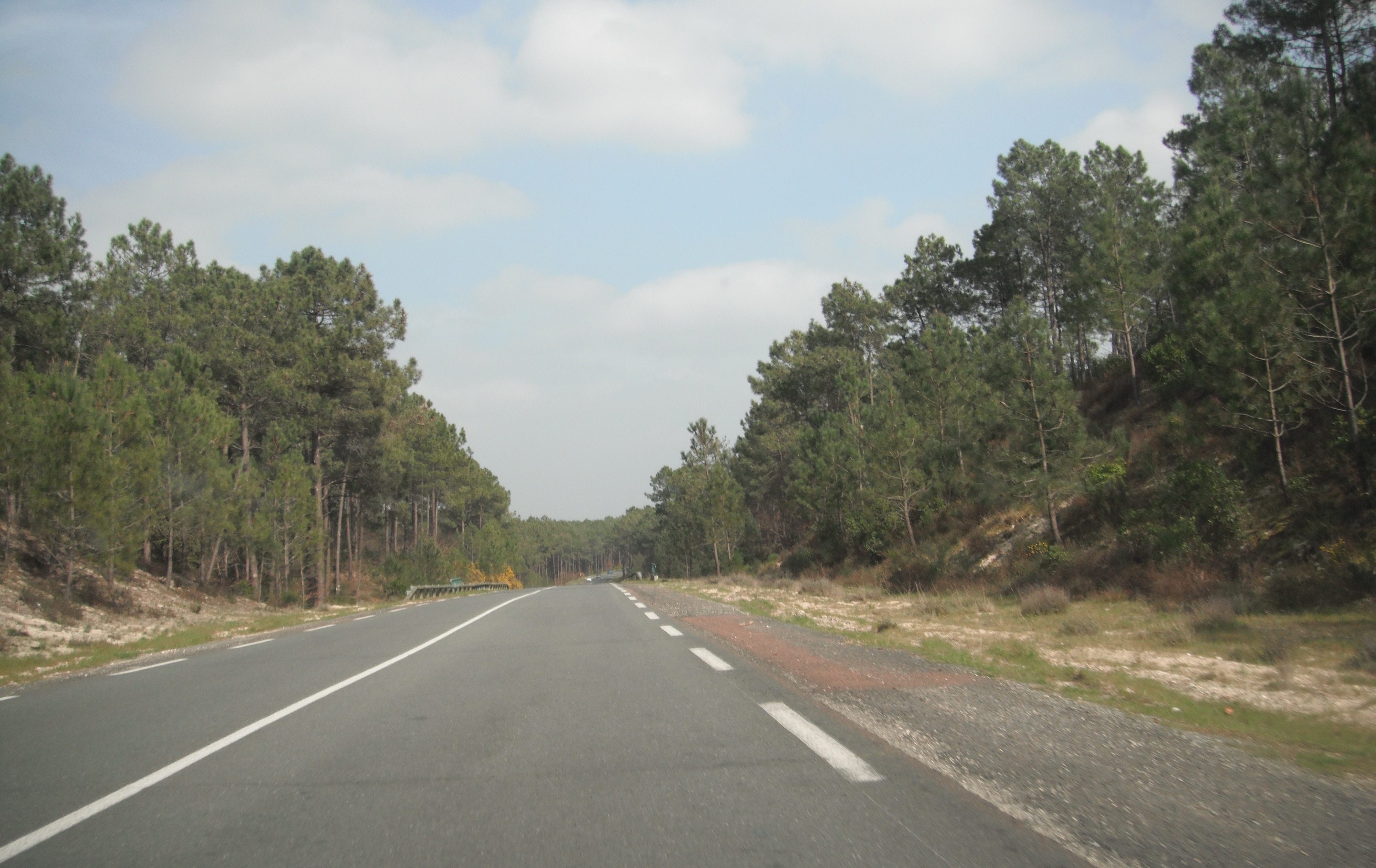
Strada D6 a Lacanau